# Tarabai
Tarabai Bhonsale (1675 - 9 de desembre de 1761)) va ser la regent de l'Imperi Maratha de l'Índia des del 1700 fins al 1708. És recordada pel paper que jugà a l'hora de mantenir viva la resistència contra l'ocupació mogol dels territoris maratha després de la mort del seu cònjuge, el Chhatrapati Rajaram Bhonsale, i va actuar com a regent durant la minoria d'edat del seu fill Shivaji II. Els seus esforços per preservar la cultura indígena són àmpliament reconeguts.

## Primers anys de vida
Tarabai provenia del clan Mohite i era filla del famós general Maratha Hambirao Mohite i cosina del seu propi marit, Rajaram.
Quan va enviduar, el març de 1700, va proclamar el seu fill petit, Shivaji II, com a successor de Rajaram i ella mateixa com a regent.

## Comandant de les forces de Maratha
Com a regent, es va fer càrrec de la guerra contra les forces d'Aurangzeb. Tarabai era hàbil en el maneig de la cavalleria i va participar personalment en les guerres que lliurà. Va oferir una treva als mogols, però ser rebutjada ràpidament pel seu emperador i Tarabai va continuar liderant la resistència. El 1705, els marathas havien creuat el riu Narmada i van fer petites incursions a Malwa, retirant-se immediatament. Finalment, Maratha va rebre amb alegria la notícia de la mort de l'emperador mogol Aurangzeb que va morir a Khuldabad, a Aurangabad el 1707.
Dels anys 1700–1707, segons Jadunath Sarkar, : "Durant aquest període, la força rectora suprema a Maharashtra no era cap ministre, sinó la reina vídua Tara Bai Mohite. El seu geni administratiu i la seva força de caràcter van salvar la nació en aquella terrible crisi. "

## Batalla amb Shahu
Per tal de dividir l'atac maratha, els mogols van alliberar Shahu, el fill de Sambhaji i el nebot de Tarabai, amb determinades condicions. Immediatament va desafiar a Tarabai i Shivaji II pel lideratge de la comunitat maratha. Finalment, Shahu va imposar-se gràcies a la seva posició legal i, en part, a la diplomàcia del peshwa Balaji Vishwanath i Tarabai va quedar fora de joc. Tot i que va establir una cort rival a Kolhapur el 1709, va ser destituïda de nou, aquest cop per l'altra vídua de Rajaram, Rajasabai, que va posar al seu propi fill, Sambhaji II, al tron. Tarabai i el seu fill van ser empresonats per Sambhaji II. Shivaji II va morir el 1726. Tarabai es va reconciliar després amb Shahu I el 1730 i va anar a viure a Satara, però sense cap poder polític.

## Conflicte amb Peshwa Balaji Bajirao
A la dècada de 1740, durant els darrers anys de la vida de Shahu, Tarabai li va portar un nen: Rajaram II (també conegut com a Ramaraja). Va presentar al nen com el seu net i, per tant, descendent directe de Shivaji. Va afirmar que havia estat amagat després del seu naixement per a la seva protecció i que havia estat criat per l'esposa d'un soldat rajput. Shahu va adoptar el nen, ja que no tenia un fill propi.

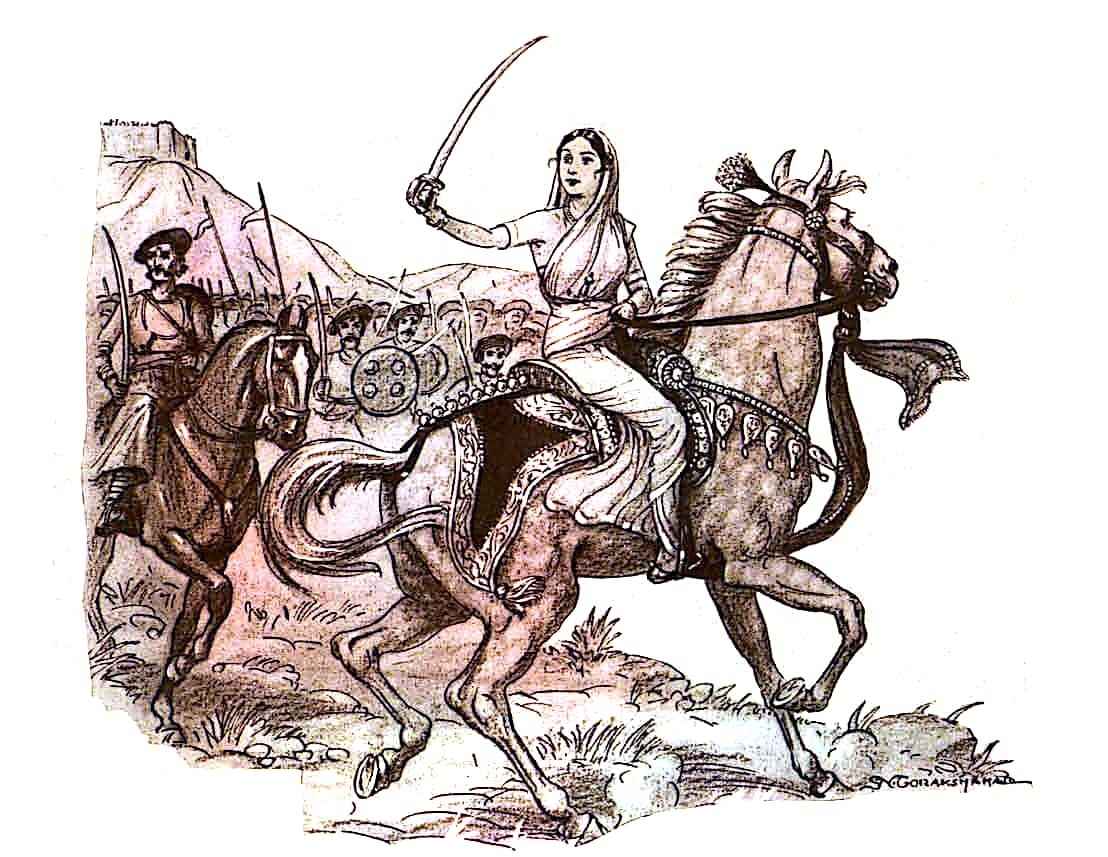
Representació de la Rani Tarabai apareguda al "The Illustrated Weekly of India", el 27 de novembre del 1938

Després de la mort de Shahu el 1749, Rajaram II el va succeir com a Chhatrapati. Quan el peshwa Balaji Baji Rao va marxar a la frontera mogol, Tarabai va instar Rajaram II a retirar-lo del càrrec de peshwa. Quan Rajaram es va negar, el va empresonar en una masmorra de Satara, el 24 de novembre de 1750, afirmant que era un impostor de la casta gondhali i que l'havia presentat falsament com a net a Shahu. Tarabai va instar altres ministres, com el pratinidhi i el pant sachiv, a rebel·lar-se contra el peshwa, però es van negar a ajudar-la. També va demanar ajuda a Ramdas, un bramà al servei de l'assfjàhida Salabat Jang, oferint-li fer-lo peshwa. No obstant això, el tractat de Nizam amb els peshwa l'avien posat sobre avís per a que no enviés cap força a Satara.
A principis de l'octubre de 1750, Tarabai havia conegut Umabai Dabhade, que també tenia rancor contra el peshwa. Umabai va enviar 15.000 tropes dirigides per Damaji Rao Gaekwad en suport de Tarabai. Gaekwad va derrotar una força de 20.000 homes dirigida pel peshwa lleialista Trimbakrao Purandare a Nimb, una petita ciutat al nord de Satara. Després va marxar cap a Satara, on va ser rebut per Tarabai. No obstant això, Trimbakrao va refer el seu exèrcit i el 15 de març va atacar a Gaekwad, que estava acampat a la vora del riu Venna, derrotant-lo i obligant-lo a retirar-se amb greus pèrdues.
Mentrestant, el peshwa Balaji Baji Rao va tornar de la frontera mogol, arribant a Satara el 24 d'abril. Va assaltar la guarnició de Yavateshwar a Satara, derrotant les forces de Tarabai. Va envoltar el fort de Satara i va demanar a Tarabai l'alliberament del chhatrapati Rajaram II, la condició física i mental de la qual s'havia deteriorat considerablement. Tarabai es va negar i el peshwa va marxar a Pune, ja que preveia que el setge de la ben aproveïda fortalessa de Satara seria complicat. Mentrestant, Damaji Gaekwad, Umabai Dabhade i els seus familiars van ser arrestats pels homes dels peshwa.
Una part de les tropes de Tarabai a la guarnició de Satara es va rebel·lar sense èxit contra ella. Va decapitar Anandrao Jadhav, el líder dels rebels. No obstant això, es va adonar que no seria capaç de lluitar contra el peshwa i va acceptar reunir-se amb ell a Pune per obtenir un acord de pau. Janoji Bhonsle, també rival del peshwa, estava al districte de Pune amb un fort exèrcit i va acordar protegir-la contra qualsevol dany. A Pune, el peshwa la va tractar respectuosament i, després de certes reticències, Tarabai va acceptar la superioritat del peshwa. Va acceptar destituir el seu lloctinent Baburao Jadhav, enemic del peshwa. A canvi, el peshwa la va perdonar.
El 14 de setembre de 1752, els dos van prestar jurament al temple de Khandoba a Jejuri, prometent la pau mútua. En aquesta cerimònia de jurament, Tarabai també va jurar que Rajaram II no era el seu net, sinó un impostor de la casta gondhali. No obstant això, Peshwa va mantenir Rajaram II com a Chhatrapati titular i com a figura sense poder.

## A la cultura popular
Pallavi Joshi fa el paper de Tarabai a la pel·lícula Peshwa Bajirao.